# Cosmin Bărcăuan
Cosmin Bărcăuan (ur. 5 sierpnia 1978 w Oradei, Rumunia) – rumuński piłkarz, grający na pozycji obrońcy, a wcześniej napastnika, reprezentant Rumunii.

## Kariera piłkarska

### Kariera klubowa
Wychowanek klubu Bihor Oradea, w barwach którego w 1994 rozpoczął karierę piłkarską. W 1999 przeszedł do Universitatei Krajowa. W 2002 został zaproszony do Dinama Bukareszt, gdzie główny trener Ion Andone przeniósł go z linii ataku do obrony. 9 lipca 2004 roku podpisał 5-letni kontrakt z ukraińskim Szachtarem Donieck, w którym występował do sierpnia 2005, a potem grał na wypożyczeniu w klubach Krylja Sowietow Samara, FC Dinamo Bukareszt i PAOK FC. W 2007 przeniósł się do innego greckiego klubu OFI Kreta. W 2010 powrócił do Rumunii, gdzie został piłkarzem Ceahlăul Piatra Neamț.

### Kariera reprezentacyjna
15 listopada 2000 debiutował w reprezentacji Rumunii w meczu towarzyskim z Jugosławią (2:1), w którym strzelił debiutowego gola. Łącznie rozegrał 8 meczów i zdobył 2 bramki.

## Sukcesy i odznaczenia

### Sukcesy klubowe
- mistrz Rumunii: 2004
- zdobywca Pucharu Rumunii: 2003, 2004
- finalista Superpucharu Rumunii: 2003
- mistrz Ukrainy: 2005, 2006
- finalista Pucharu Ukrainy: 2005
- finalista Superpucharu Ukrainy: 2004